# Caso Montesi
El caso Montesi fue una investigación abierta en Italia en 1953 a raíz de la muerte de Wilma Montesi (3 de febrero de 1932 - 9 de abril de 1953), una mujer italiana cuyo cadáver fue descubierto cerca de Roma. En su muerte se vieron involucrados algunos sectores de la sociedad italiana. El hallazgo de su cuerpo en una playa de Torvaianica, en el litoral romano, condujo a una prolongada investigación que partió de una primera hipótesis de consumo de drogas y orgías sexuales. La presunta participación de Ugo Montagna y Piero Piccioni (hijo del vice primer ministro, Attilio Piccioni y amante de la actriz Alida Valli) causó un auténtico escándalo en la sociedad italiana. Posteriormente la justicia los absolvió de todos los cargos, aunque el caso sigue sin resolverse, incluyendo la causa de la muerte.

## Aparición del cadáver
El sábado 11 de abril de 1953, sábado santo, fue descubierto el cuerpo sin vida de Wilma Montesi en una playa de Torvaianica, cerca de Roma. De solo 21 años, la joven había desaparecido dos días antes, el 9 de abril. En el momento de su desaparición, la chica era novia de un policía de Potenza, con quien estaba a punto de casarse. También se la relacionaba con el mundo del cine y del espectáculo, con los estudios de Cinecittà, donde había hecho algunas intervenciones breves en películas como La cárcel o Ergastolo, de 1952. 
El cuerpo fue encontrado por un trabajador que desayunaba en la playa. El cadáver mantenía la cabeza sumergida en el agua, mientras la espalda y las extremidades reposaban en la arena. La joven estaba parcialmente vestida y las ropas estaban empapadas de agua. El cadáver no llevaba zapatos, ni falda, ni medias y su bolso había desaparecido.

## Investigación policial
En un primer momento, la policía prohibió a la prensa acceder a la morgue. Sin embargo, un reportero de Il Messaggero, Fabrizio Menghini, logró tener acceso a la morgue y ver el cuerpo de la víctima. Su descripción aparecía en el periódico al día siguiente.
La policía reconstruyó las últimas horas con vida de Montesi. Algunos testigos afirmaron haberla visto en el tren de Roma a Ostia, que dista unos 20 km de Torvaianica. Por su parte la autopsia hablaba de un síncope como causa probable de la muerte: "síncope debido a un baño de pies". El médico forense añadió en su informe el hecho de que la mujer estaba menstruando. 
La autopsia también reveló que la joven era virgen y que no había experimentado violencia (como lo demostraba el hecho de que el maquillaje estaba todavía en su cara y esmalte en sus uñas intactas); más tarde, sin embargo, otro médico, el profesor Pellegrini, dijo que la presencia de arena en sus partes íntimas solo puede ser explicado como consecuencia de violencia. No había rastros de drogas o alcohol en su cuerpo.

## El escándalo
Mientras la policía daba credibilidad a la hipótesis del accidente, los periódicos se mostraron escépticos. En efecto, el 4 de mayo, el diario monárquico de Nápoles Roma, sugirió la hipótesis de un complot para encubrir a los verdaderos asesinos, probablemente algunas personalidades poderosas de la política; la hipótesis fue presentada en el artículo "¿Por qué la policía guarda silencio sobre la muerte de Wilma Montesi?", del periodista Riccardo Giannini, que tenía muchos seguidores.
Esta hipótesis fue compartida por prestigiosos periódicos nacionales como Corriere della Sera y Paese Sera, y por pequeñas revistas del corazón como Attualità, aunque el verdadero protagonista de la información fue el reportero de Il Messaggero Fabrizio Menghini, que había seguido el caso desde el principio. La idea, sin embargo, fue compartida por casi todos los periódicos locales y nacionales.
El 24 de mayo de 1953, un artículo de Marco Cesarini Sforza, publicado en la revista comunista Vie Nuove, tuvo mucha resonancia: uno de los personajes aparecidos en la investigación y supuestamente vinculado a la política, hasta ahora conocido como "el rubio", fue identificado como Piero Piccioni. Piccioni era compositor de bandas sonoras de cine, amante de Alida Valli e hijo de Attilio Piccioni, vice primer ministro, canciller y gran exponente de la Democracia Cristiana.
El apodo de "rubio" le había sido atribuido al joven Piccioni por Paese Sera: un artículo publicado el 5 de mayo contaba cómo el joven había llevado a la comisaría las prendas desaparecidas de la joven asesinada. La identificación con Piero Piccioni era un hecho conocido por todos los periodistas, pero nadie había revelado la identidad al público en general. A principios de mayo, Il merlo giallo publicó una sátira de dibujos animados en la que se llevaba a la comisaría un liguero, sostenido en el pico de una paloma ("Piccione" en italiano), una clara referencia al político y al crimen. La noticia causó revuelo porque se publicó poco antes de las elecciones generales de 1953.

### Piero Piccioni y el escándalo
Piero Piccioni demandó al periodista y el editor de la Vie Nuove, Fidia Gambetti por difamación. Sforza fue sometido a un duro interrogatorio. El Partido Comunista italiano (PCI), dueño del periódico y único "político" de los beneficiarios del escándalo, se negó a reconocer el trabajo del periodista, quien fue acusado de "sensacionalismo" y amenazado con el despido.
Incluso durante los interrogatorios, Cesarini Sforza nunca citó el nombre de la fuente de la que oficialmente llegó la noticia, diciendo sólo que provenía de "los fieles entornos de De Gasperi."
Incluso el padre del periodista, un profesor de filosofía en la Universidad de Roma La Sapienza, le sugirió a su hijo retractarse, así como el abogado Francesco Carnelutti, quien había tomado el lado del demandante en nombre de Piccioni.
El abogado de Marco Cesarini Sforza, Giuseppe Sotgiu (expresidente de la administración provincial de Roma y miembro de la PCI) llegó a un acuerdo con su colega, y el 31 de mayo Cesarini Sforza se retractó de sus declaraciones. Depositó 50.000 liras a la caridad en la "Casa de la amistad fraterna para liberados de prisión" y a cambio Piccioni retiró el cargo.

## En el cine
Al final de la película de 1960 La dolce vita, los pescadores recuperan un cadáver del mar. Es una alusión al caso Montesi.